# Dimitar Rangelov
Dimitar Dimitrov Rangelov (Bulgaars: Димитър Димитров Рангелов) (Sofia, 9 februari 1983) is een Bulgaars betaald voetballer die bij voorkeur als aanvaller speelt. Hij speelt sinds 2018 voor Energie Cottbus, dat uitkomt in de Regionalliga Nordost. In november 2004 debuteerde hij in het Bulgaars voetbalelftal.
Rangelov debuteerde in het seizoen 1999/2000 in het betaalde voetbal in het shirt van Slavia Sofia. Daarmee bivakkeerde hij zeven jaar in de subtop van de hoogste Bulgaarse divisie. Tussen 2006 en 2008 speelde hij voor RC Strasbourg, en op huurbasis voor FC Erzgebirge Aue en Energie Cottbus. In 2008 werd hij gecontracteerd door Cottbus, voor welke club hij in twee seizoenen tijd 27 competitiewedstrijden speelde. Toen de club in 2009 naar de 2. Bundesliga degradeerde, bood Borussia Dortmund hem de kans om in de Bundesliga te blijven, maar hij is voor die club maar elf keer uitgekomen. In 2010 werd hij verhuurd aan Maccabi Tel Aviv, en in 2011 aan Energie Cottbus. In de zomer van 2012 werd hij overgenomen door FC Luzern. In 2014 verkaste hij naar het Turkse Konyaspor, en in 2017 naar Ümraniyespor, om in 2018 terug te keren bij Energie Cottbus.

## Statistieken
| Seizoen  | Club                | Competitie    | Duels | Goals |
| -------- | ------------------- | ------------- | ----- | ----- |
| 1999-'00 | Slavia Sofia        | A Grupa       | 1     | 0     |
| 2000-'01 | Slavia Sofia        | A Grupa       | 5     | 0     |
| 2001-'02 | Slavia Sofia        | A Grupa       | 21    | 2     |
| 2002-'03 | Slavia Sofia        | A Grupa       | 22    | 3     |
| 2003-'04 | Slavia Sofia        | A Grupa       | 18    | 5     |
| 2004-'05 | Slavia Sofia        | A Grupa       | 27    | 4     |
| 2005-'06 | Slavia Sofia        | A Grupa       | 24    | 7     |
| 2006-'07 | RC Strasbourg       | Ligue 2       | 15    | 2     |
| 2006-'07 | → FC Erzgebirge Aue | 2. Bundesliga | 16    | 5     |
| 2007-'08 | → Energie Cottbus   | Bundesliga    | 22    | 6     |
| 2008-'09 | Energie Cottbus     | Bundesliga    | 27    | 9     |
| 2009-'10 | Borussia Dortmund   | Bundesliga    | 10    | 1     |
| 2010-'11 | Borussia Dortmund   | Bundesliga    | 1     | 0     |
| 2010-'11 | → Maccabi Tel Aviv  | Ligat Ha'Al   | 22    | 2     |
| 2011-'12 | → Energie Cottbus   | 2. Bundesliga | 30    | 12    |
| 2012-'13 | FC Luzern           | Super League  | 28    | 1     |
| 2013-'14 | FC Luzern           | Super League  | 26    | 11    |
| 2014-'15 | Konyaspor           | Süper Lig     | 23    | 6     |
| 2015-'16 | Konyaspor           | Süper Lig     | 29    | 4     |
| 2016-'17 | Konyaspor           | Süper Lig     | 26    | 3     |
| 2017-'18 | Ümraniyespor        | TFF 1. Lig    | 27    | 9     |
| Totaal   | Totaal              | Totaal        | 420   | 92    |